# Together Through Life
Together Through Life ist das 33. Studioalbum von Bob Dylan. Es wurde am 28. April 2009 von Columbia Records veröffentlicht.

## Produktion
Dylan produzierte die Aufnahmen unter seinem Pseudonym Jack Frost, das er bereits für seine beiden vorangegangenen Studioalben "Love and Theft" und Modern Times verwendet hatte. Erste im Rolling Stone veröffentlichte Gerüchte über das Album erschienen überraschend und ohne vorherige Pressemeldung am 16. März 2009 – weniger als zwei Monate vor dem eigentlichen Erscheinungstermin. Auch wurde behauptet, das Album enthalte „sich abmühende Liebeslieder (struggling love songs)“ und habe nur wenig mit dem Vorgängeralbum Modern Times gemeinsam.
In einem auf Bob Dylans Webseite veröffentlichten Gespräch mit dem Musikjournalisten Bill Flanagan legt dieser Ähnlichkeiten der neuen Aufnahmen mit dem Sound von Chess Records und Sun Records nahe, was Dylan der Art und Weise zuschrieb, „wie die Instrumente gespielt wurden“. Er bemerkte auch, dass die Musik ursprünglich auf eine Bitte des französischen Regisseurs Olivier Dahan zurückgehe. Dieser habe ihn danach gefragt, ob er den Titelsong für sein neues Roadmovie My Own Love Song liefern könne, was Dylan mit dem Song Life is Hard auch tat. Der Song sei dann zur Inspiration für ein ganz neues Album geworden.
Dylan wird auf dem Album von einem Teil seiner Tourband sowie David Hidalgo von Los Lobos und Mike Campbell von Tom Petty & the Heartbreakers begleitet. In seinem Interview mit Flanagan beschrieb Dylan Campbells Gitarrenspiel wie folgt: „Er passt gut zu mir. Er spielt schon so lange mit Tom zusammen, dass er alles aus der Perspektive eines Songwriters hört und fast jede Art zu spielen beherrscht.“

## Songs
Viele der Titel schrieb Dylan zusammen mit dem Grateful-Dead-Textautor Robert Hunter, mit dem er 1988 schon zwei Songs für das Album Down in the Groove geschrieben hatte. In einem Interview mit dem Rolling Stone sagte Dylan:

„Hunter ist ein alter Kumpel, wir könnten möglicherweise hunderte Songs zusammen schreiben, wenn wir es für wichtig hielten oder die richtigen Gründe dafür sehen würden. Er hat seine Art mit Wörtern und ich habe meine. Wir beide schreiben eine andere Art von Song als das, was heute als Songwriting gilt.“

Der einzige andere Songschreiber, mit dem Dylan in so einem Ausmaß zusammengearbeitet hat, ist Jacques Levy, mit dem zusammen ein Großteil der Texte von Desire (1976) entstand.
Das Stück Beyond Here Lies Nothin’ war für einen Tag (Montag, 30. März 2009) auf Dylans Website als freier Download verfügbar. I Feel a Change Comin' On wurde als Stream am 6. April auf Times Online veröffentlicht, genauso wie der dritte Teil seines Interviews mit Bill Flanagan. Wie bei anderen Alben zuvor auch hat Dylan auf Together Through Life Texte aus anderen Songs adaptiert und diese in seine eigenen eingebaut. So stammt zum Beispiel der Satz „If you ever go to Houston, you better walk right“ aus dem Folk-Song Midnight Special. Dylan spielte 1962 bei der Aufnahme dieses Songs von Harry Belafonte die Mundharmonika.

## Artwork
Das Cover-Foto vom Fotografen Bruce Davidson stammt aus dessen Serie Brooklyn Gang über eine Gruppe Jugendlicher und wurde 1959 in New York aufgenommen. Die Rückseite des Albums ziert ein Bild des tschechischen Fotografen Josef Koudelka. Es ist Teil seiner Serie Gypsies und wurde 1968 in Rumänien geschossen. Beide Fotografen sind Mitglied der Fotografenagentur Magnum.

## Erfolg und Rezeption
Das Album debütierte in mehreren Ländern sofort als Nummer eins, die USA eingeschlossen sowie Großbritannien, wo es Dylans erster Nummer-eins-Hit seit 1970 mit New Morning war.
Die Bewertung fiel allgemein positiv aus. 2009 erhielt das Album 76 von 100 Punkten auf Metacritic („Generally favorable reviews“). Anlässlich des Flanagan-Interviews äußerte Dylan auch eine Einschätzung, wie die Fans die CD aufnehmen würden: „Ich weiß, dass meine Fans es mögen werden. Keine Ahnung, wie es bei anderen ist (I know my fans will like it. Other than that, I have no idea)“.
Die Zeitschrift Rolling Stone gab dem Album 4 von 5 Sternen. Uncut und Blender vergaben beide 5 von 5 Sternen mit der Begründung, dass es „unglaublich gut“ sei. Nicht ganz so wortkarg waren die folgenden Rezensenten:
David Fricke vom Rolling Stone schrieb: „Dylan hat noch nie so verwüstet, wütend und kraftvoll geklungen.“
Die BBC bezeichnete das Album als „eine meisterhafte Lese aus der amerikanischen Folk-Musik des 20. Jahrhunderts, wenn auch durchsetzt mit ein paar nachteiligen lyrischen Verdrehungen“ und als „Huldigung an den städtischen Chicago Blues“. Ein Rezensent von Mojo beschrieb es als „dunkel und doch beruhigend“.
Sean Wilentz kam, in The Daily Beast, zu dem Resümee: „Dieses Mal rüttelt er Sie, vielleicht mehr denn je, zum Tanzen auf und zum Tanzen und dann zum Tanzen, bevor's zu den Ausgängen geht, und dann, na ja … dann sehen wir mal, was sich noch entwickeln könnte.“

## Versionen
Das Album ist als Version mit einer CD und als Deluxe-Ausgabe mit 3 CDs verfügbar. Dabei enthält die Deluxe-Version sowohl das eigentliche Album, als auch die „Friends and Neighbors“-Folge von Dylans Radiosendung „Theme Time Radio Hour“ und eine DVD, welche ein Interview mit dessen Erstem Manager Roy Silver zeigt (das Interview wurde für Martin Scorseses Film No Direction Home – Bob Dylan aufgezeichnet, aber schließlich nicht verwendet).

## Titelliste
1. Beyond Here Lies Nothin’ – 3:51
2. Life Is Hard – 3:39
3. My Wife's Home Town (Willie Dixon/Dylan/Hunter) – 4:15
4. If You Ever Go to Houston – 5:49
5. Forgetful Heart – 3:42
6. Jolene – 3:51
7. This Dream of You (Dylan) – 5:54
8. Shake Shake Mama – 3:37
9. I Feel a Change Comin’ On – 5:25
10. It’s All Good – 5:28

CD 2
Theme Time Radio Hour: Friends & Neighbors
1. Howdy Neighbor (J. Morris) – Porter Wagoner & The Wagonmasters
2. Don’t Take Everybody to Be Your Friend (M.Gabler/R. Tharpe) – Sister Rosetta Tharpe
3. Diamonds Are a Girl’s Best Friend (L. Robin/J. Styne) – T-Bone Burnett
4. La Valse de Amitie (O. Guidry) – Doc Guidry
5. Make Friends (E. Mcgraw) – Moon Mullican
6. My Next Door Neighbor (J. McCain) – Jerry McCain
7. Let’s Invite Them Over (O. Wheeler) – George Jones & Melba Montgomery
8. My Friends (C. Burnett/S. Ling) – Howlin’ Wolf
9. Last Night (W. Jones) – Little Walter
10. You’ve Got a Friend (C. King) – Carole King
11. Bad Neighborhood (Caronna/M. Rebennack) – Ronnie & The Delinquents
12. Neighbours (M. Jagger/K. Richards) – The Rolling Stones
13. Too Many Parties and Too Many Pals (B. Rose/M. Dixon/R. Henderson) – Hank Williams
14. Why Can’t We Be Friends (S. Allen/H. Brown/M. Dickerson/J. Goldstein/L. Jordan /C. Miller/H. Scott/L. Oskar) – War

CD 3
1. Roy Silver – The Lost Interview (DVD)